# Emil Lenz
Heinrich Friedrich Emil Lenz, född 12 februari 1804, död 10 februari 1865, var en rysk fysiker av balttyskt härkomst.
Lenz blev professor i Sankt Petersburg 1834. Han behandlade företrädesvis problem ur elektricitetsläran och undersökte speciellt induktionsströmmarna. Mest känd blev Lenz genom uppställandet 1834 av den efter honom uppkallade Lenz lag, som anger riktningen av induktionsströmmen. Lenz upptäckte 1835 att det elektriska ledningsmotståndet varierade med temperatur.